# Jarków
Jarków – wieś w Polsce położona w województwie dolnośląskim, w powiecie kłodzkim, w gminie Lewin Kłodzki.

## Położenie
Jarków to mała wieś łańcuchowa leżąca w południowej części Wzgórz Lewińskich, na południowy zachód od przystanku kolejowego Lewin Kłodzki, na wysokości około 450–520 m n.p.m.

## Podział administracyjny
W latach 1975–1998 miejscowość administracyjnie należała do województwa wałbrzyskiego.

## Historia
Jarków powstał prawdopodobnie na początku XV wieku, na terenie państwa homolskiego. W roku 1477 miejscowość przeszła z Czech do hrabstwa kłodzkiego. Dalsze losy wsi były związane z pobliskim Jeleniowem, który stał się siedzibą dużego klucza dóbr. W 1787 roku w Jarkowie było 26 domów i młyn wodny, a wśród mieszkańców 23 osoby trudniły się płóciennictwem. W 1825 roku w 23 budynkach były 23 warsztaty tkackie i 14 przędzalni lnu.

## Ogród japoński
We wsi znajduje się prywatny ogród japoński udostępniony do zwiedzania.

## Szlaki turystyczne
- Kulin Kłodzki – Kulin Kłodzki (przystanek kolejowy) – Gołaczów – Żyznów – Cisowa – Darnków – Pod Kruczą Kopą – Dańczów – Lewin Kłodzki – Jarków – Pod Ptasznicą PL/CZ – Česká Čermná – Česká Čermná CZ/PL – Brzozowie – Źródło Marii – Kudowa-Zdrój
- Taszów – Jarków – Kudowa-Zdrój[6]